# The Wrens
The Wrens (deutsch: Die Zaunkönige) ist eine US-amerikanische Band, die Ende der 1980er-Jahre in New Jersey gegründet wurde. Ihr Stil wird dem Indie-Rock zugeschrieben. Sie besteht aus den Brüdern Greg und Kevin Whelan, Charles Bissell und Jerry MacDonald. Ihr Debütalbum Silver erschien 1994, der Nachfolger Secaucus 1996. Durch den zwischenzeitlichen Verlust eines Labels veröffentlichte die Band erst 2003 ihr aktuelles Album The Meadowlands, welches 2005 auch in Europa erschien.

## Diskographie
Alben
- Silver (1994)
- Secaucus (1996)
- The Meadowlands (2003)